# Взрыв в баре «Макгёрк»
Взрыв в баре «Макгёрк» (англ. McGurk's Bar bombing) произошёл 4 декабря 1971 года в Белфасте: группа боевиков из Ольстерских добровольческих сил заложила бомбу в баре, заполненном в час пик преимущественно ирландскими католиками и националистами. В результате взрыва здание обрушилось, погибли 15 человек, 17 были ранены. Этот теракт является крупнейшим по числу жертв за всю историю конфликта в Северной Ирландии. В течение долгого времени следствие было убеждено, что бомбу заложили боевики ИРА, и частично возлагало вину на погибших и пострадавших. Только позднее следствие доказало причастность ольстерских лоялистов. Единственным осуждённым по делу о теракте стал Роберт Кэмпбелл, приговорённый к пожизненному лишению свободы и освобождённый спустя 15 лет.

## Предыстория
Бар «Макгёрк», более известный как «Трэмор Бар», располагался на углу Норт-Куин-Стрит и Грейт-Джордж-Стрит к северу от центра Белфаста, в квартале Нью-Лодж. Этот бар был одним из известнейших в городе, основными посетителями в нём были ирландские католики и националисты.
Ольстерские добровольческие силы были сформированы в Белфасте в 1966 году и объявили войну Ирландской республиканской армии, однако до 1971 года вели себя пассивно, «существуя преимущественно на бумаге». Британская армия ещё в 1969 году ввела войска в Белфаст для борьбы с последствиями беспорядков и радикальными военизированными группировками. В декабре 1969 года в ИРА произошёл раскол на Официальную и Временную, хотя обе своими целями объявили войну против Британской армии, Королевской полиции Ольстера и пробританского правительства Северной Ирландии.
Очередная волна насилия поднялась в 1971 году, когда стали вестись открытые городские бои между ирландскими республиканцами, ольстерскими лоялистами и внутренними войсками, введёнными в Северную Ирландию в 1969 году. Масштаб событий колебался от мелких перестрелок до крупных взрывов и прочих терактов: за первые две недели декабря в Белфасте было организовано более 70 взрывов, жертвами которых стали около 30 человек. 2 декабря из тюрьмы Крамлин-Роуд, располагавшейся не так далеко от бара «Макгёрк», бежали три республиканца: в течение следующих двух дней полиция, армия и разведка вели поиски беглецов. По свидетельствам очевидцев и родственников погибших, за час до трагических событий в баре перед входом в квартал были убраны все контрольно-пропускные пункты.

## Взрыв
Субботним вечером 4 декабря 1971 группа из трёх ольстерских добровольцев провела встречу в доме на Шенкилл-Роуд, где получила приказ заложить бомбу в баре на Норт-Куин-Стрит. Согласно приказу, им было запрещено возвращаться до тех пор, пока все не удостоверятся в успешном проведении операции. Среди этих трёх человек был и Роберт Кэмпбелл, который на допросе в полиции уверял, что бомбу они должны были заложить не в баре «Макгёрк», а в соседнем баре, который назывался «Джем» (англ. The Gem) и был под контролем Официальной ИРА. Бомбу, спрятанную в коричневую коробку, боевики положили в автомобиль и на нём же направились к бару. Они остановились в 19:30 по местному времени недалеко от бара, однако по непонятным причинам долго не заходили. Спустя чуть более часа они подъехали поближе к «Макгёрку», а в 20:45 один из боевиков установил бомбу на крыльце входа (на Грейт-Джордж-Стрит) и немедленно побежал обратно к автомобилю.
Бомба взорвалась спустя считанные секунды после отъезда боевиков. По свидетельствам того же Кэмпбелла, «Макгёрк» был выбран случайным образом, хотя есть утверждения, что этот паб, где собирались католики, ближе всего находился к Шенкилл-Роуд. В результате взрыва здание было разрушено. Очевидцы немедленно бросились извлекать из-под завалов ещё живых к тому моменту людей и тела погибших. Пожарные, врачи, полиция и солдаты немедленно прибыли на место происшествия. В результате взрыва погибли 15 человек, ещё 17 были ранены. Патрик Макгёрк (хозяин бара) и его трое сыновей были тяжело ранены, а жена Макгёрка Филомена и 12-летняя дочь Мария скончались на месте. Спустя некоторое время Патрик выступил по телевидению и призвал не учинять расправу над инициаторами, заявив, что это не вернёт к жизни погибших.
Спустя два часа в Нью-Лодж-Тайгерз-Бэй, недалеко от места взрыва, произошла перестрелка между противоборствующими сторонами, куда были вовлечены и военные с полицейскими. Одной из жертв этой перестрелки стал майор Джереми Сноу, застреленный боевиком ИРА (8 декабря он умер от полученных ранений), ещё двое полицейских и пять гражданских были ранены. Сразу же после перестрелки пять рот обыскали 50 домов в квартале в поисках бандитов. Тем временем ольстерские добровольцы, прибыв к условной контрольной точке, выскочили из машины и попытались вызвать другой автомобиль, чтобы добраться на нём до Шенкилла, но им пришлось в итоге пешком дойти до собора Святой Анны, и только там они сумели сесть в машину. Все трое успешно добрались в Шенкилл и сообщили руководству, что вся работа была выполнена.

## Расследование

### Организаторы теракта
Британская полиция долгое время не могла определить, кто на самом деле причастен ко взрыву и кому была выгодна гибель католиков. Отрабатывались четыре версии:
- бомбу заложили ольстерские лоялисты;
- бомбу пытались собрать республиканцы в баре, однако она взорвалась раньше времени;
- бомбу пытались собрать боевики ИРА и передать сообщникам, однако она взорвалась раньше времени;
- бомбу заложили боевики или Временной, или Официальной ИРА, которые враждовали друг с другом.

Долгое время полиция настаивала на второй и третьей версиях, но утверждения, что паб курировался ИРА и там проходили встречи боевиков, отвергались выжившими и родственниками погибших. Британская разведка MI-6 подтвердила, что в пабе никогда не проводились встречи ирландских боевиков. 6 декабря представители обоих крыльев ИРА отвергли все обвинения в свой адрес и переложили вину на ольстерских добровольцев и британские спецслужбы.

### Обвинения в адрес Ольстерских добровольцев
В день взрыва в несколько редакций газет поступили телефонные звонки от человека, представившегося как члена организации «Имперские лоялисты» (англ. Empire Loyalists), который заявил в интервью газете Belfast Telegraph следующее:

Мы [Имперские лоялисты] берём на себя ответственность за разрушение паба «Макгёрк». Мы заложили 30 фунтов взрывчатки рядом с баром, поскольку удостоверились вне всяких сомнений, что там проходят встречи боевиков Временной и Официальной ИРА.
Оригинальный текст (англ.)We [the Empire Loyalists] accept responsibility for the destruction of McGurk's pub. We placed 30lb of new explosives outside the pub because we had proved beyond doubt that meetings of IRA Provisionals and Officials were held there.

Эта же неизвестная доселе группировка ещё только один раз взяла на себя ответственность — за взрыв центра Colin Youth & Communtiy в Белфасте 12 ноября 1971 года. Каких-либо сведений у Королевской полиции Ольстера в отношении этих лиц не было
7 декабря, во вторник, неназванный молодой человек заявил, что в ночь перед терактом около телефонной будки видел подозрительного человека в пальто с эмблемой Ольстерских добровольческих сил, а когда тот ушёл, нашёл брошенные обрывки бумаги, по которым восстановил сообщение:

Мы, Имперские лоялисты, желаем заявить, что разрушение бара «Макгёрк» не  было актом возмездия… Нам также не нужно, чтобы армейские судебные эксперты нас прикрывали. Мы не будем делать дальнейших заявлений до тех пор, пока не разрушим ещё один оплот мятежников.
Оригинальный текст (англ.)We the Empire Loyalists wish to state that we did not destroy McGurk's public house as an act of retaliation ... Furthermore we do not require the forensic experts of the Army to cover up for us ... We shall not issue any further statements until we exterminate another rebel stronghold.

Спустя несколько дней в Королевскую полицию Ольстера пришло письмо, подписанное неким главнокомандующим ОДС (Ольстерских добровольческих сил), в котором признавалось, что взрыв паба был организован ольстерцами, поскольку там должна была состояться встреча членов ИРА. В письме говорилось, что двое боевиков ОДС вошли в паб, заказали выпивку и попросили бармена присмотреть за пакетом, пока они «сходят по нужде». Вместе с тем свидетели сообщали, что никто в паб не заходил и не оставлял там пакет. В ольстерскую полицию попали ещё три письма без подписи, где утверждалось, что бомба была оставлена боевиками ИРА, которые просто забыли её захватить, и в результате взрыва двое провокаторов погибли.

### Взрывное устройство

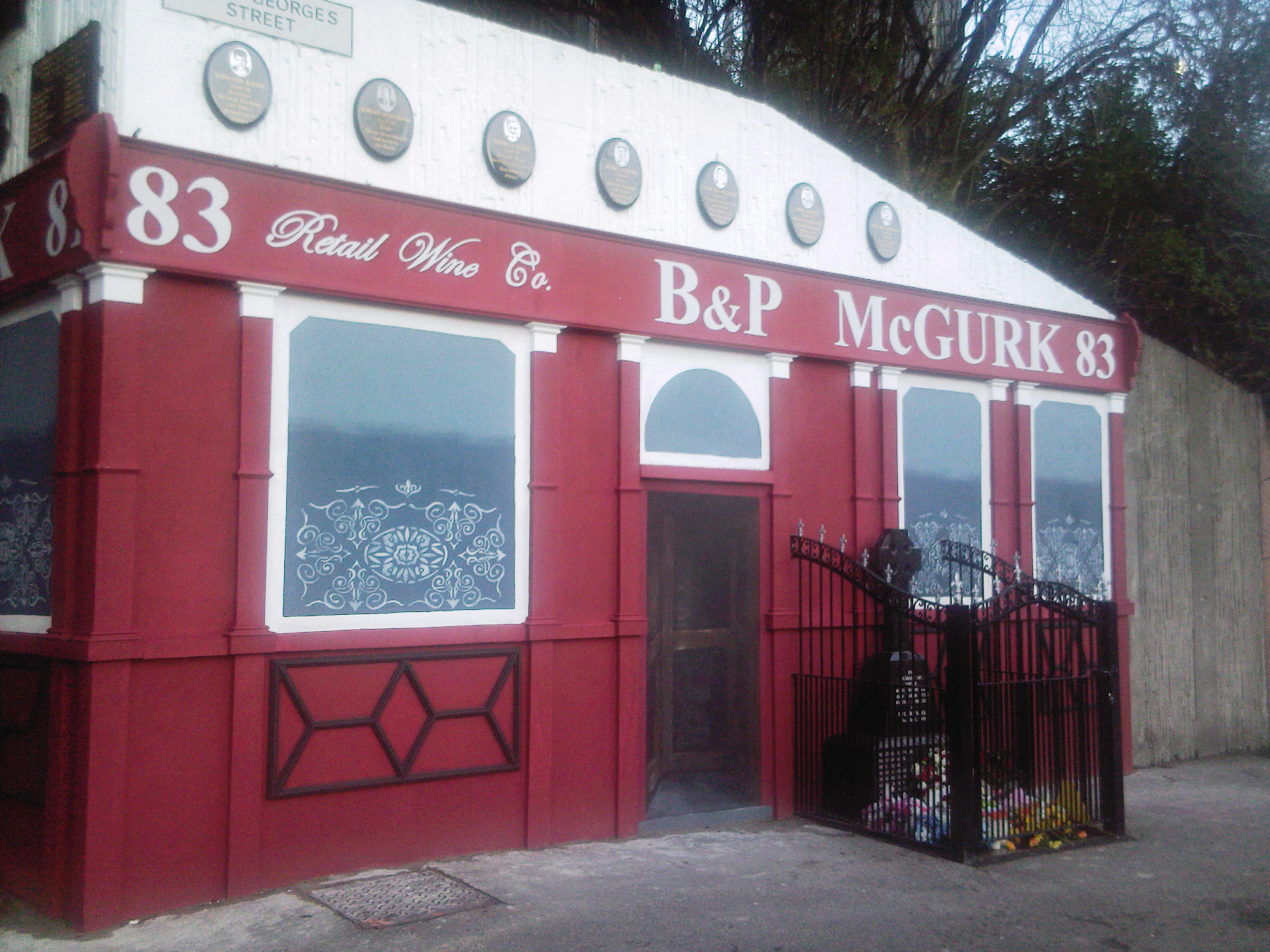
Реконструкция здания бара «Макгёрк»

Королевская полиция Ольстера пыталась определить, где именно была заложена бомба, чтобы попытаться выйти на след исполнителей. Мнения полиции и армии о том, кто и как пронёс бомбу в бар, разделились. Ежедневно офицеры полиции допрашивали свидетелей, чтобы восстановить полную картину событий 4 декабря, а все отчёты попадали также к главнокомандующему британских войск в Северной Ирландии. В отчёте 5 декабря говорилось: «Незадолго до взрыва в здание вошёл человек и оставил там чемодан, который, вероятно, должен был забрать известный боевик ИРА. Бомбу собирались использовать для взрыва в другом месте, однако она взорвалась прежде, чем попала к новому курьеру».
6 декабря полиция допросила 8-летнего мальчика, свидетеля взрыва. Он сказал, что видел трёх человек в машине, в которой за задним стеклом виднелся флаг Великобритании. Один из тех людей якобы оставил пакет на Грейт-Джордж-Стрит перед дверью дома, после чего спешно сел в машину. Слова ребёнка были подтверждены ещё двумя свидетелями (мужчиной и женщиной), которые, однако, не следили внимательно за тем, что происходило. Но службы безопасности и правительство продолжали продвигать свою версию случившегося. Разведывательный корпус Британской армии, подводя итог событиям с 8 по 15 декабря, официально заявил, что бомбу случайно оставили в баре боевики Временной ИРА и что она сдетонировала раньше времени. В документе Министерства обороны от 14 декабря рекомендовалось представить общественности официальную версию британской разведки. 23 декабря в письме к жителям Северного Белфаста, подписанном подполковником Британской армии, давалось обещание уничтожить боевиков ИРА и прекратить националистический террор.

### Роберт Кэмпбелл
В марте 1976 года Королевская полиция Ольстера получила информацию о причастности Роберта Кэмпбелла из Ольстерских добровольческих сил и ещё четверых человек к теракту в баре «Макгёрк». 27 июля 1977 Кэмпбелла арестовали и отправили в тюрьму при базе Каслри Королевской полиции Ольстера, в течение следующих суток его допрашивали семь раз, и хотя он сознался в содеянном, назвать сообщников он отказался. 29 июля Кэмпбеллу предъявили обвинения в убийстве 15 человек и покушении на убийство 17 человек. 6 сентября 1978 года Кэмпбелл был признан виновным в убийстве 15 человек, покушении на убийство и незаконном хранении взрывчатки; за терроризм он был приговорён к пожизненному лишению свободы без права на прошение о помиловании в течение 20 лет. Больше по делу о теракте в баре «Макгёрк» перед судом никто не представал. Спустя 15 лет, 9 сентября 1993 года, Кэмпбелл был освобождён.

### Обвинения в адрес полиции и спецслужб
Родственники погибших не признали итоги расследования и потребовали провести повторное независимое расследование, утверждая, что Королевская полиция Ольстера замалчивала истинные обстоятельства теракта, а также опровергнуть официальное заявление о том, что жертвами теракта стали боевики ИРА, подорвавшиеся на своей же бомбе. Родственники утверждали, что это был сговор правительства с целью сокрытия преступлений ольстерских лоялистов, оправдания насилия в стране и дискредитации ИРА. Родственники также задавались вопросом о том, каким образом преступники могли проникнуть через охранные посты, установить бомбу и скрыться с места преступления.
Некоторые родственники погибших обвиняли службы безопасности в том, что те якобы специально убрали посты охраны, чтобы расчистить дорогу ольстерским террористам и не чинить им препятствия. В 2009 году вышла книга бывшего ольстерского лоялиста Джона Блэка «Убивая за Британию» (англ. Killing For Britain), в которой виновниками были названы британские силы быстрого реагирования и британская разведка, которые якобы сами и организовали теракт, прикрыв истинных преступников. Изначальную мишень боевиков — принадлежавший повстанцам ИРА бар «Джем» — планировалось взорвать и выдать это за атаку Временной ИРА, чтобы разжечь между обеими крыльями ирландских повстанцев взаимную ненависть, однако из-за того, что на улице рядом с «Джемом» постоянно находились люди, спецслужбам пришлось взорвать ближайший католический паб.

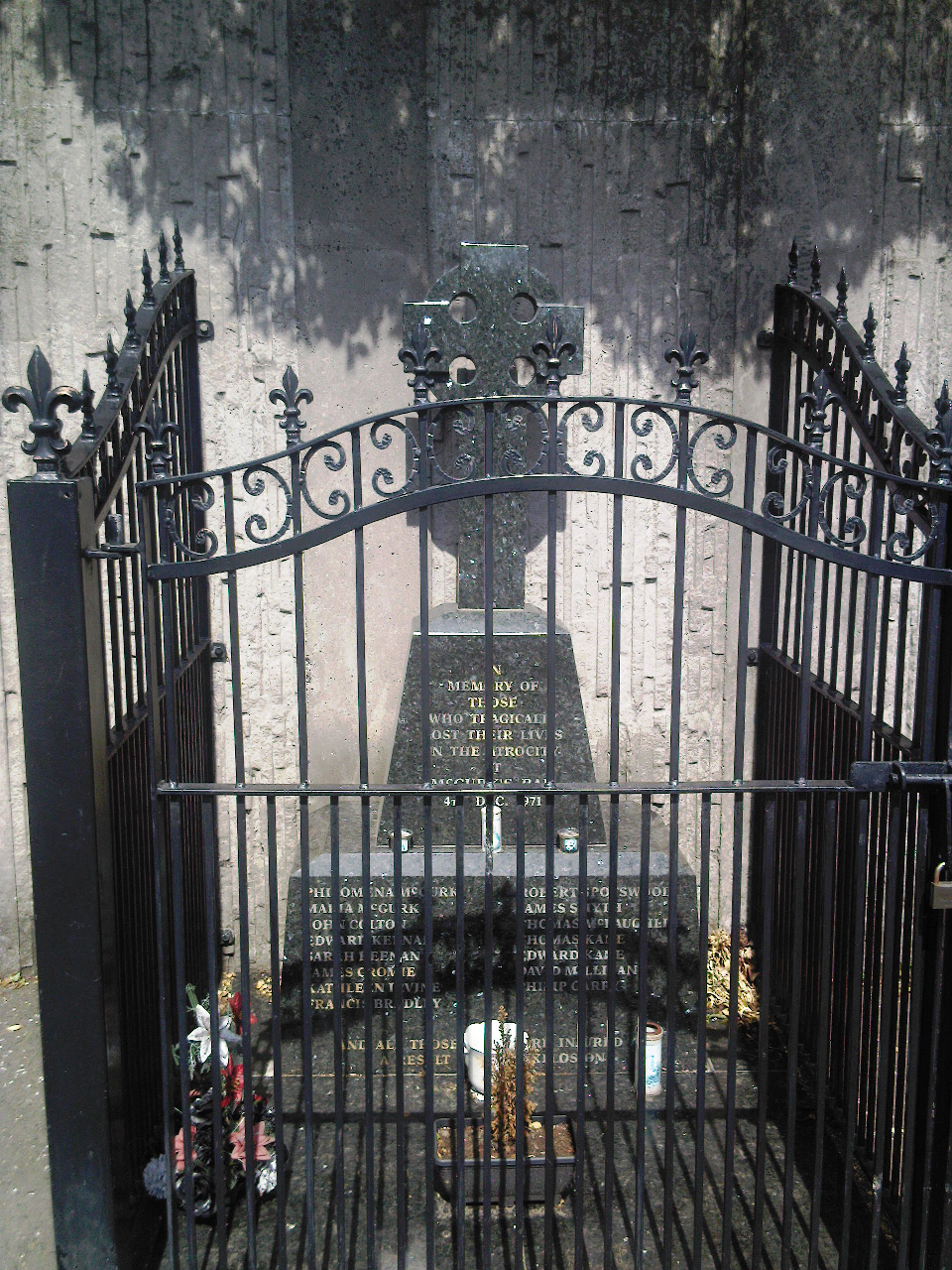
Мемориал на Грейт-Джордж-Стрит

21 февраля 2011 начальник полиции Северной Ирландии Эл Хатчинсон опубликовал отчёт о теракте и расследовании, в котором опровергались доводы о сговоре с Ольстерскими добровольческими силами, но были признаны ошибочными действия Королевской полиции Ольстера по представлению виновными в теракте исключительно ИРА, а не ольстерских лоялистов. Полиция скрывала правду и сообщала только то, что было выгодно правительству и не могло его очернить. Объяснить, почему полиция допустила такие промахи в расследовании и завела его в тупик, Хатчинсон так и не смог. Однако он признал, что ольстерская полиция сильно подорвала свой авторитет в глазах родственников погибших: «Противоречивые заявления полиции, из которых кто-то сделал вывод, что погибшие и были сами виноваты, довели некоторые семьи до состояния стресса, из которого те не могут выйти до сих пор».

## Память
В 2001 году на месте трагедии на Грейт-Джордж-Стрит был возведён мемориал к 30-летней годовщине случившегося. На церемонии открытия родственники погибших снова призывали к расследованию и требовали проверки причастности спецслужб к теракту. На заупокойной службе на Доунголл-Стрит в церкви Святого Патрика присутствовала почти тысяча человек. Пятнадцать венков по числу жертв были возложены к памятнику в атмосфере полной тишины (это сделали родственники погибших). Сам Патрик Макгёрк умер 15 декабря 2007 года, до конца своей жизни призывая помиловать виновников трагедии.